# Алгебраическая нотация
Алгебраическая нотация — метод для записи и описания ходов в шахматной нотации, основан на системе координат для уникальной идентификации каждого квадрата на шахматной доске. В настоящее время это стандарт.
Впервые она была предложена ещё в 1616 году в сочинении «Шахматы, или Королевская игра» немецкого герцога Августа Младшего (псевдоним — Густавус Селенус). В следующем столетии нотацию разрабатывал Филипп Стамма, и, наконец, в современном виде она появилась в книге, изданной в Германии в 1784 году Мозесом Гиршелем.
В англоязычных странах до 1980 параллельно использовался метод описательной нотации, но ФИДЕ больше не признаёт таковую. Алгебраические обозначения существуют в различных формах и языках.